# Gayfriendly
Gayfriendly bedeutet allgemein schwulen- bzw. lesbenfreundlich. Mit dem Begriff werden Personen, Orte oder Unternehmen bezeichnet, die aufgeschlossen, freundlich und einladend gegenüber Schwulen, Lesben, Bisexuellen und in weiterer Folge meist auch Transpersonen sind bzw. in Allgemeinem der LGBTAI+-Gemeinschaft.
In Abgrenzung dazu beschreibt Gay Only allgemein nur für Schwule bzw. Lesben zugängliche Räume. Mit dem Begriff werden Orte oder Unternehmen bezeichnet, die sich hundertprozentig homosexuellen Kunden widmen und in weiterer Folge meist auch Transpersonen offen gegenüberstehen.

## Beschreibung
Die Einstufung eines Raumes oder einer Einrichtung als schwulenfreundlich leistet einen direkten Beitrag zum LGBT-Tourismus. Häufig benutzen Hotels oder Geschäfte den Begriff, um homosexuelle Gäste und Kunden genauso willkommen zu heißen und als Zielgruppe anzusprechen wie Heterosexuelle. Schwulen und lesbischen Menschen (Gays) soll vermittelt werden, dass sie keine Nachteile in der Beratung und Betreuung befürchten müssen. Hierzu gesellt sich der Begriff Gay Only, bei dem es ausschließlich um die homosexuelle Kundenklientel geht, man spricht dann auch von einem Gay Hotel. Ein weiterer neuer Begriff wurde in den vergangenen Jahren eingeführt, sogenannte Heterofriendly-Betriebe. Hierbei handelt es sich um Betriebe, die primär Gay-Kunden ansprechen, sich aber auch Heteros nicht verschließen möchten. In der Regel können in diesen Betrieben keine Kinder übernachten.
Homo- und bisexuelle Inhaber von Geschäften nutzen häufig auch die Regenbogenfahne als Zeichen, dass Schwule und Lesben willkommen sind bzw. dass es sich um ein spezielles Geschäft handelt, das sich hauptsächlich an Schwule und Lesben richtet.
Einige Betriebe finden sich auch in eigenen, teilweise periodisch erscheinenden Branchenführern. Auch gibt es verschiedene Internetseiten, die entweder spezialisierte Verzeichnisse oder die Möglichkeit bieten, Betriebe als gayfriendly zu kennzeichnen.
Am meisten verbreitet ist der Begriff im englischsprachigen Raum und in der internationalen Touristikbranche. Um dort als gayfriendly zu gelten, soll es mindestens keine komischen Blicke oder Getuschel geben und der Wunsch nach einem Doppelbett erfüllt werden und nicht etwa in zwei Einzelbetten im selben Zimmer umgewandelt werden, weil es sich um zwei gleichgeschlechtliche Personen handelt. Zusätzlich sollte gegebenenfalls Informationsmaterial über einschlägige Lokale in der Umgebung bereitgehalten werden.
Unternehmen, die gayfriendly sind, fühlen sich oft dem Diversity Management verpflichtet, haben Antidiskriminierungsrichtlinien und bieten ihren gleichgeschlechtlich liebenden Angestellten vor allem in Bezug auf Partner gleiche Leistungen wie verschiedengeschlechtlich lebenden Paaren. In den Vereinigten Staaten erstellt die Human Rights Campaign einen jährlichen Corporate Equality Index, welcher die „Freundlichkeit“ großer Unternehmen bewertet.